# Andrea Vargas
Andrea Carolina Vargas Mena (* 28. Mai 1996 in Santiago de Puriscal) ist eine costa-ricanische Hürdenläuferin, die sich auf die 100-Meter-Distanz spezialisiert hat. Ihre größten Erfolge feierte sie mit dem Gewinn der Goldmedaille über 100 m Hürden bei den Panamerikanischen Spielen 2019 und 2023.

## Sportliche Laufbahn
Erste Erfahrungen bei internationalen Meisterschaften sammelte Andrea Vargas im Jahr 2010, als sie bei den Junioren-Zentralamerika- und Karibikmeisterschaften (CAC) in Santo Domingo mit 3972 Punkten die Silbermedaille im Siebenkampf in der U17-Altersklasse gewann. Im Jahr darauf sicherte sie sich dann bei den Junioren-CAC in San Salvador in 66,78 s die Silbermedaille im 400-Meter-Hürdenlauf. 2012 schied sie bei den Jugend-CACAC-Meisterschaften ebendort mit 27,04 s in der Vorrunde über 200 m aus. Anschließend belegte sie bei den Jugendsüdamerikameisterschaften in Argentinien in 15,19 s den siebten Platz über 100 m Hürden und wurde über 400 m Hürden in 65,62 s Sechste. 2013 gewann sie bei den Zentralamerikaspielen in San José in 64,72 s die Silbermedaille über 400 m Hürden hinter ihrer Landsfrau Sharolyn Scott und anschließend schied sie bei den Jugendweltmeisterschaften in Donezk über 100 m Hürden mit 14,34 s in der ersten Runde aus. 2014 siegte sie in 13,80 s bei den Junioren-Zentralamerikameisterschaften in Managua und siegte dort in 12,35 s auch im 100-Meter-Lauf. Anschließend sicherte sie sich bei den Junioren-CAC-Meisterschaften in Morelia in 13,72 s die Silbermedaille über die Hürden und schied über 100 m mit 12,25 s im Vorlauf aus. Ende Juli gelangte sie bei den Juniorenweltmeisterschaften in Eugene bis ins Halbfinale über die Hürden und schied dort mit 14,11 s aus. 2016 kam sie auch bei den U23-NACAC-Meisterschaften in San Salvador mit 25,18 s nicht über die Vorrunde im 200-Meter-Lauf hinaus und klassierte sich über 100 m Hürden mit 13,65 s auf dem sechsten Platz.
2017 siegte sie in 13,65 s über die Hürden bei den Zentralamerikameisterschaften in Tegucigalpa und im Dezember gewann sie auch bei den Zentralamerikaspielen in Managua in 13,12 s im Hürdensprint und gewann auch mit der costa-ricanischen 4-mal-100-Meter-Staffel in 46,35 s die Goldmedaille. Im Jahr darauf startete sie im 60-Meter-Hürdenlauf bei den Hallenweltmeisterschaften in Birmingham und schied dort mit 8,34 s in der ersten Runde aus. Mitte Juli verteidigte sie bei den Zentralamerikameisterschaften in Guatemala-Stadt in 12,95 s und 47,00 s ihre Titel im Hürdensprint und in der Staffel, ehe sie auch bei den Zentralamerika- und Karibikspielen in Barranquilla in 12,90 s die Goldmedaille über die Hürden gewann. Anschließend sicherte sie sich bei den NACAC-Meisterschaften in Toronto in 12,91 s die Bronzemedaille hinter der US-Amerikanerin Kendra Harrison und Danielle Williams aus Jamaika und siegte daraufhin in 13,04 s bei den Ibero-Amerikanischen Meisterschaften in Trujillo. 2019 siegte sie bei den Zentralamerikameisterschaften in Managua in 12,79 s zum dritten Mal über die Hürden sowie in 46,00 s auch im Staffelbewerb. Anschließend nahm sie an den Panamerikanischen Spielen in Lima teil und siegte dort in 12,82 s. Anfang Oktober gelangte sie bei den Weltmeisterschaften in Doha bis ins Finale und belegte dort mit neuem Landesrekord von 12,64 s den fünften Platz. 2021 siegte sie in 13,10 s bei den Zentralamerikameisterschaften in San José und startete anschließend bei den Olympischen Sommerspielen in Tokio, bei denen sie mit 12,69 s im Halbfinale ausschied.
2022 gelangte sie bei den Weltmeisterschaften in Eugene bis ins Halbfinale über 100 m Hürden und schied dort mit 12,82 s aus. Im Jahr darauf gewann sie bei den Zentralamerika- und Karibikspielen in San Salvador in 13,02 s die Bronzemedaille hinter der Puerto-Ricanerin Jasmine Camacho-Quinn und Greisys Roble aus Kuba. Anfang November verteidigte sie dann bei den Panamerikanischen Spielen in Santiago de Chile in 13,06 s ihren Titel.
In den Jahren 2017 und 2018 sowie von 2021 bis 2023 wurde Vargas costa-ricanische Meisterin im 100-Meter-Hürdenlauf.

## Persönliche Bestzeiten
- 100 m Hürden: 12,64 s (+0,3 m/s), 6. Oktober 2019 in Doha (costa-ricanischer Rekord)
  - 60 m Hürden (Halle): 8,19 s, 10. Februar 2018 in Boston (costa-ricanischer Rekord)
- 400 m Hürden: 63,61 s, 24. Mai 2013 in San José